# Le Mesnil-Opac
Le Mesnil-Opac ist eine französische Ortschaft im Département Manche in der Normandie. Die bisher eigenständige Gemeinde wurde mit Wirkung vom 1. Januar 2016 mit Moyon und Chevry zur Commune nouvelle Moyon Villages zusammengelegt. Seither ist sie eine Commune déléguée mit 271 Einwohnern (Stand 1. Januar 2022). Nachbarorte sind Saint-Martin-de-Bonfossé im Nordwesten, Saint-Samson-de-Bonfossé im Norden, Saint-Romphaire im Nordosten, Troisgots im Osten, Moyon im Süden und Le Mesnil-Herman im Westen.

## Bevölkerungsentwicklung

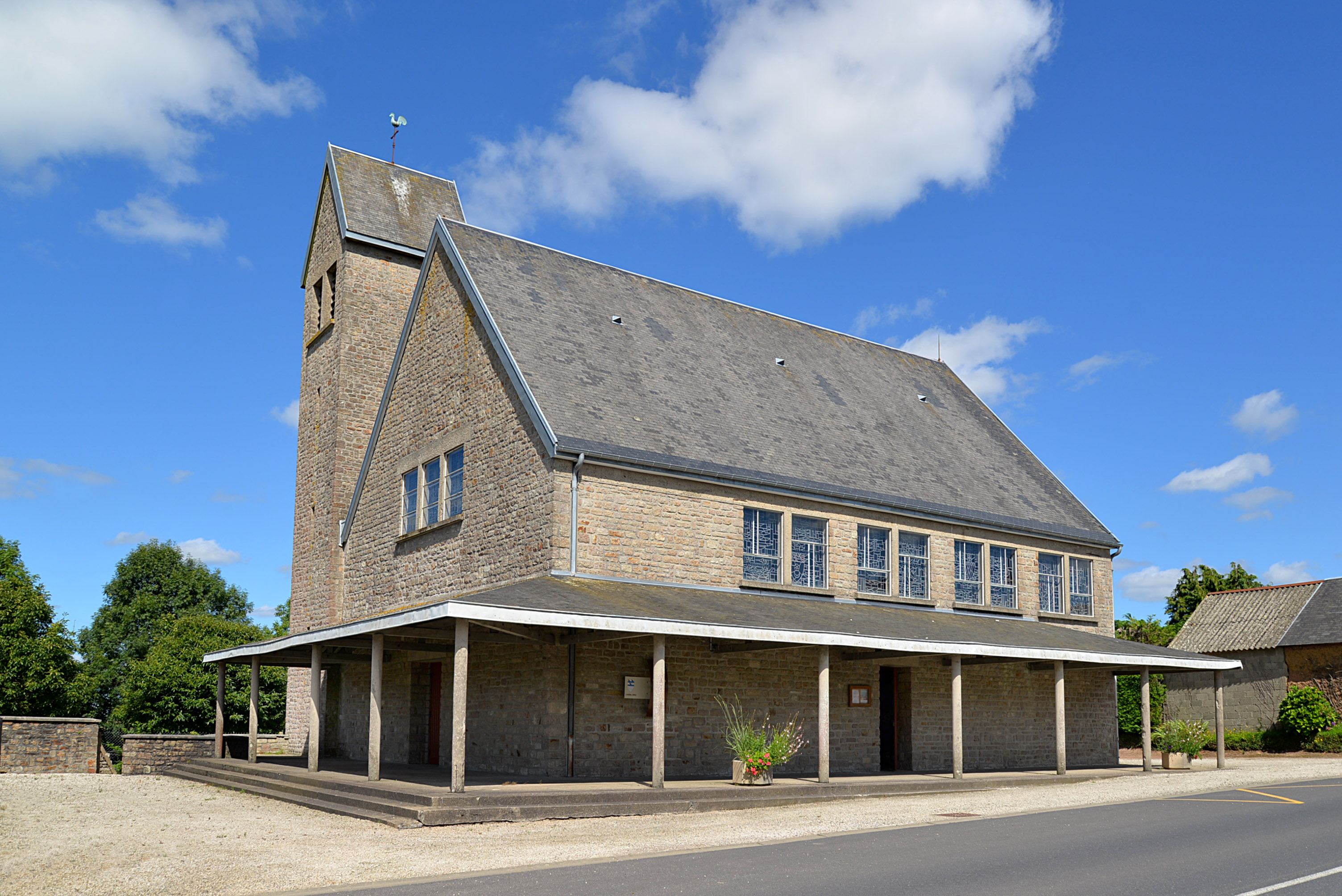
Kirche Mariä Himmelfahrt

| Jahr      | 1962 | 1968 | 1975 | 1982 | 1990 | 1999 | 2008 | 2015 |
| --------- | ---- | ---- | ---- | ---- | ---- | ---- | ---- | ---- |
| Einwohner | 285  | 265  | 190  | 211  | 200  | 215  | 257  | 259  |